# Giso Weißbach
Giso Weißbach (* 8. Dezember 1940 in Schlößchen) ist ein deutscher Schauspieler und Sänger.

## Leben
Nach seiner bestandenen Schauspielausbildung folgten Bühnenengagements in Parchim, Neustrelitz und Weimar. 
Anfang der 1970er-Jahre debütierte er mit einer kleinen Filmrolle in Rolf Römers Filmdrama He, Du! neben Annekathrin Bürger und Frank Obermann. Zwei Jahre später wurde er mit der männlichen Hauptrolle des kommunistischen Kundschafters Fred Laurenz im Fernsehmehrteiler Das Licht der schwarzen Kerze einem größeren Publikum bekannt. Es folgten weitere Film- und Fernsehaufgaben für die DEFA und das Fernsehen der DDR, aber auch Bühnentätigkeiten sowie Auftritte in Musicals. Nach der Wiedervereinigung wirkte er noch in einigen Fernsehserien mit. Weißbach wirkte bis zum Jahr 2007 als Schauspieler vor der Kamera in über 40 Film-und-Fernsehproduktionen mit. Gelegentlich war er auch als Synchronsprecher tätig.
Im Jahr 2010 veröffentlichte er seine Memoiren Weil ich ein Sonntagskind bin Erinnerungen. Aus dem Leben eines unerschütterlichen Optimisten (Das Neue Leben, Berlin).
Weißbach lebt in Berlin.

## Filmografie (Auswahl)
- 1970: He, Du!
- 1973: Das Licht der Schwarzen Kerze (TV-Mehrteiler)
- 1973: Das unsichtbare Visier (Fernsehserie)
- 1973: Der Staatsanwalt hat das Wort: Nachteinkäufe (TV-Reihe)
- 1974: Der Leutnant vom Schwanenkietz (TV-Mehrteiler)
- 1974: Der Staatsanwalt hat das Wort: Moderner Diebstahl
- 1974: Bittere Pillen
- 1974: Visa für Ocantros
- 1976: Polizeiruf 110: Schwarze Ladung (TV-Reihe)
- 1976: Trini
- 1976: Das Licht auf dem Galgen
- 1977: Zur See (Fernsehserie, Folge 8: Die Verhandlung)
- 1977: Polizeiruf 110: Ein unbequemer Zeuge
- 1978: Einer muß die Leiche sein
- 1978: Jörg Ratgeb, Maler
- 1978: Härtetest
- 1979: Spurensucher
- 1981: Feuerdrachen
- 1982: Der Mann von der Cap Arcona
- 1982: Spuk im Hochhaus (Fernsehserie)
- 1983: Ferienheim Bergkristall: Silvester fällt aus (Fernsehserie)
- 1983: Der Scout
- 1983: Die lieben Luder
- 1983: Polizeiruf 110: Schnelles Geld (TV-Reihe)
- 1984: Sachsens Glanz und Preußens Gloria (TV-Mehrteiler)
- 1985: Die Gänse von Bützow
- 1986: Polizeiruf 110: Ein großes Talent
- 1986: Polizeiruf 110: Gier
- 1987: Polizeiruf 110: Abschiedslied für Linda
- 1987: Spuk von draußen (Fernsehserie)
- 1988: Präriejäger in Mexiko
- 1990: Klein, aber Charlotte (Fernsehserie)
- 1991: Aerolina (Fernsehserie)
- 1991: Feuerwache 09 (Fernsehserie, 2 Folgen)
- 1995: Alles außer Mord – Das Kuckucksei (Fernsehreihe)
- 1996: Polizeiruf 110: Die Gazelle
- 1997: Gute Zeiten, schlechte Zeiten (Fernsehserie)
- 1998: Für alle Fälle Stefanie (Fernsehserie, 1 Folge)
- 1999: Nachtgestalten
- 2004: Inspektor Rolle: Herz in Not
- 2004: Ein Goldfisch unter Haien
- 2007: Das Wunder der Liebe

## Hörspiele
- 1972: Ulrich Waldner: Gewitterstimmung (Sportfunktionär) – Regie: Joachim Gürtner (Hörspielreihe: Neumann, zweimal klingeln – Rundfunk der DDR)
- 1973: Hans Christian Andersen: Die wilden Schwäne (2. Prinz) – Regie: Edgar Kaufmann/Barbara Plensat (Kinderhörspiel – Litera)